# Charley Musser
Charles Alfred „Charley“ Musser (* 1923/24 in Lewisburg, West Virginia; † 2. Mai 1994 in Saint Marks, Florida) war ein US-amerikanischer Schiedsrichter im American Football, der von der Saison 1965 bis 1969 in der AFL und von der Saison 1970 bis zur Saison 1990 in der NFL tätig war. In der AFL trug er die Uniform mit der Nummer 55, in der NFL die Uniform mit der Nummer 55, außer in den Spielzeiten zwischen 1979 und 1981, in denen er die positionsbezogene Nummer 19 zugewiesen bekam.

## Karriere
Musser begann im Jahr 1965 seine AFL-Laufbahn als Field Judge. Nach der Fusion der AFL und NFL im Jahr 1970 war er weiterhin auf dieser Position in der neuen NFL tätig.
Er war bei insgesamt zwei Super Bowls als Field Judge im Einsatz: Beim AFL-NFL Championship Game im Jahr 1970, welche heute als Super Bowl IV bekannt ist, war er in der Crew unter der Leitung von John McDonough und beim Super Bowl XIV im Jahr 1980 unter der Leitung von Fred Silva. Zudem war Teil des Schiedsrichtergespanns in den Pro Bowls 1972, 1974 und 1985.